# Andrzeja Górska
Matka Andrzeja Górska od Eucharystycznego Serca Jezusa, właśc. Maria Stefania Górska (ur. 2 lutego 1917 w Łodzi, zm. 15 grudnia 2007 w Warszawie) – polska siostra zakonna, przełożona generalna Zgromadzenia Sióstr Urszulanek Serca Jezusa Konającego (szarych urszulanek) w latach 1964–1983, wyróżniona w 1997 r. medalem „Sprawiedliwy wśród Narodów Świata”. Członkini Komisji Episkopatu Polski ds. Emigracji i Komisji do Realizacji Uchwał Soboru Watykańskiego II.

## Życiorys
Jeszcze jako studentka Wydziału Matematyczno-Przyrodniczego UW wstąpiła w 1938 r. do Zgromadzenia Sióstr Urszulanek Serca Jezusa Konającego i została wysłana przez Urszulę Ledóchowską (późniejsza świętą) do pełnienia misji na Polesiu. Podczas okupacji niemieckiej pracowała w tak zwanym Szarym Domu urszulanek na ul. Wiślanej w Warszawie, gdzie mieścił się między innymi lokal sztabowy Wojskowej Służby Kobiet Komendy Głównej AK. Po odbyciu nowicjatu, Andrzeja Górska złożyła w 1941 r. śluby zakonne, podejmując jednocześnie pracę jako kierowniczka kuchni Rady Głównej Opiekuńczej, a także sekretarka i nauczycielka biologii w tajnym Liceum Pedagogicznym Sióstr Urszulanek SJK w Warszawie i na tajnych kompletach gimnazjalnych. Uczestniczyła w akcji pomocy dzieciom żydowskim, wyprowadzonym z getta.
Po wojnie przez trzy kadencje w latach 1964-1983 pełniła funkcję głównej przełożonej zgromadzenia, angażując się w tym okresie w realizację odnowy życia zakonnego, w ramach zaleceń Soboru Watykańskiego II. Od 1966 r. była członkiem Konferencji Przełożonych Wyższych Żeńskich Zgromadzeń Zakonnych w Polsce, a w latach 1978–1981 jej przewodniczącą. W 1967 r. została mianowana przez papieża Pawła VI, delegatką regionalną Międzynarodowej Unii Przełożonych Generalnych Zakonów Żeńskich (UISG) w Rzymie.
Była autorką publikacji na temat historii i działalności urszulanek szarych oraz życia Urszuli Ledóchowskiej. Pochowana 20 grudnia 2007 r. w grobowcu Sióstr Urszulanek SJK na cmentarzu Bródnowskim w Warszawie (kwatera 39 H). Mszy pogrzebowej przewodniczył nuncjusz apostolski w Polsce abp Józef Kowalczyk.

## Odznaczenia
- Krzyż Komandorski Orderu Odrodzenia Polski (2007 r.)